# Sophie Werenskiold
Sophie Werenskiold, född 1849, död 1926, var en norsk konstnär. 
Hon är främst känd som konstmålare och textilkonstnär. 
Hon är representerad på Nationalmuseum i Stockholm.